# Wiaźma
Wiaźma (ros. Вязьма) – miasto w Rosji, w obwodzie smoleńskim, nad rzeką Wiaźmą (dopływ Dniepru). Liczy około 52,4 tys. mieszkańców (2021).

## Historia

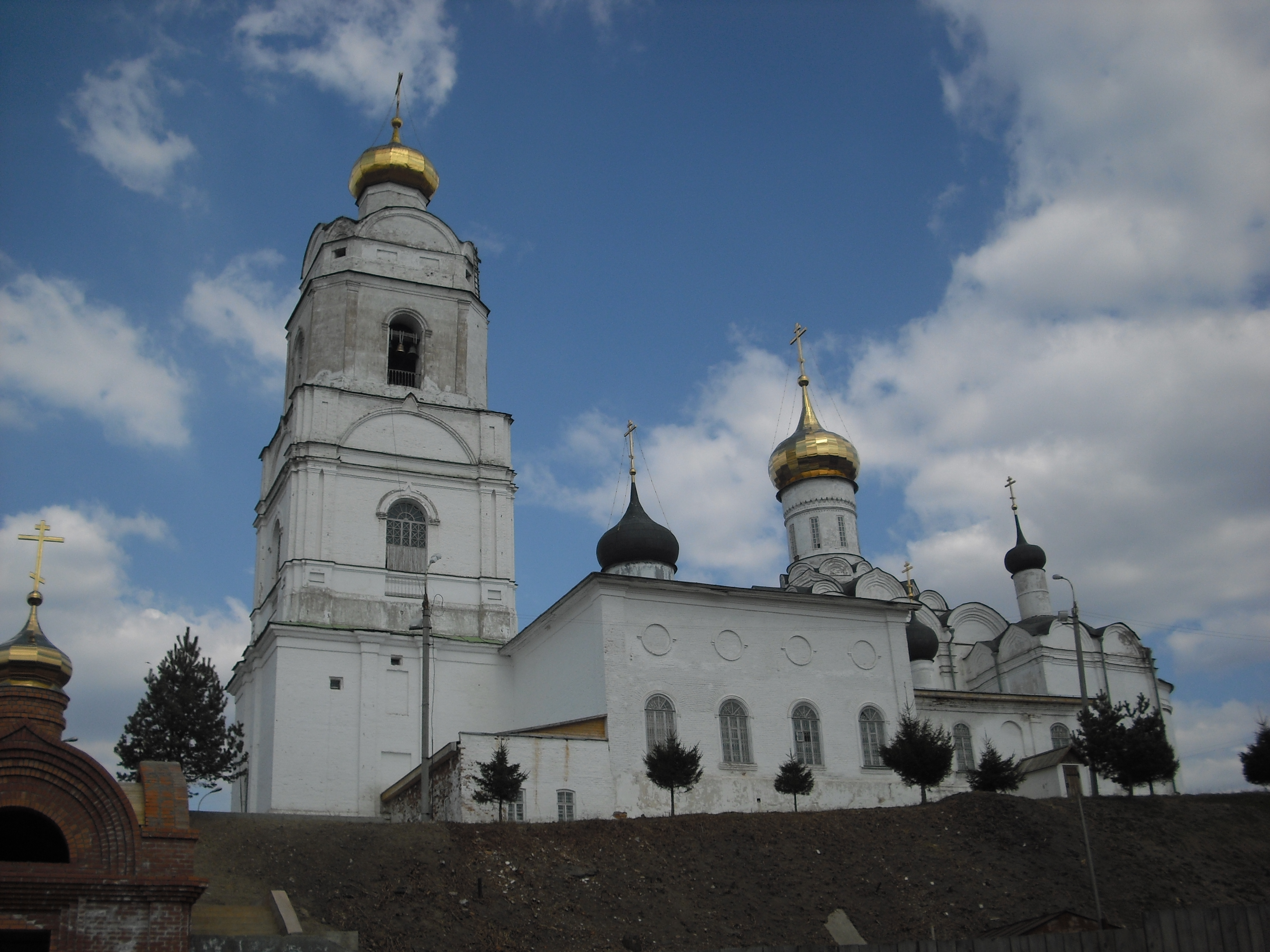
Sobór Trójcy Świętej

W 1239 roku Wiaźma została przekazana księciu Andrzejowi Włodzimierzowiczowi przez wielkiego księcia włodzimierskiego Jarosława II. W 1403 zdobyta przez Witolda i włączona do Wielkiego Księstwa Litewskiego. W 1406 najechana przez Wasyla I i ponownie w 1445 roku. W 1494 roku odzyskana przez Iwana III. W 1568 roku zajęta przez starostę orszańskiego Filona Kmitę.
W latach 1611–1613, 1617 w rękach Rzeczypospolitej Obojga Narodów.
Mimo ufortyfikowania zdobyta w 1634 roku przez wojska polskie pod dowództwem Marcina Kazanowskiego w czasie wojny z Rosją (wojny smoleńskiej).
W 1812 miejsce bitwy Rosjan z armią Napoleona I.
Od września 1941 roku w mieście przebywała Grupa Inicjatywna PPR, oczekując na wylot do Polski. 26 września 1941 roku podczas próby transportu samolot z pierwszym składem Grupy Inicjatywnej PPR rozbił się zaraz po starcie z lotniska we Wiaźmie. W katastrofie zginął Jan Turlejski, a rany odnieśli Czesław Skoniecki, Roman Śliwa i Jakub Aleksandrowicz.
7 października 1941 roku pod miastem niemiecka 10 DP i 7 DP zamknęły w kotle 30 radzieckich dywizji.
Od 2015 miasto jest siedzibą prawosławnej eparchii wiaziemskiej.

## Gospodarka
W mieście rozwinął się przemysł elektromaszynowy, materiałów budowlanych, spożywczy, włókienniczy oraz skórzany.

## Urodzeni w Wiaźmie
- Zygmunt Anichimowski – generał brygady Ludowego Wojska Polskiego, generał-major Armii Czerwonej
- Jerzy Golfert – śpiewak, aktor, kompozytor
- Danuta Sadowska – polska matematyczka
- Leonid Teliga – polski wojskowy i żeglarz jachtowy